# Métro de Caracas
Le métro de Caracas (en espagnol Metro de Caracas) est un des systèmes de transport en commun de la ville de Caracas capitale du Venezuela. La construction et l'exploitation du métro sont placés sous la responsabilisé de la société CA Metro de Caracas.

## Historique

### Une bataille difficile gagnée par un groupement français

#### Les études préliminaires
Le premier projet de métro à Caracas remonte à 1938, puis revient en 1960, quand la ville atteint 1,3 million d'habitants et en 1970 quand c'est 2 millions, d'autant qu'en 1965 un groupement de constructeurs français conduit par la SGTE (Société générale de technique et d'études) a fait une offre. Des ingénieurs-conseils nord-américains (Bechtel, Parsons Brinckerhoff) sont alors approchés et proposent lors des appels d'offres de 1975 pour le génie civil, une capacité de 50000 passagers par heure, dans chaque sens, s'apparentant au métro BART de San Francisco. Un groupement de 14 industriels français, déjà impliqués dans la construction du métro de Montréal et menés par la SGTE, comme en 1965, sont aussi candidats, et vont proposer un crédit-acheteur attractif. En janvier 1978, des Japonais proposent d’être payés en dollars, monnaie de référence du Venezuela, mais Paribas et la banque américaine Morgan s’engagent à appliquer une décote de 2% par an, par rapport au dollar, sur les remboursements de 13 ans.

#### Les appels d'offres
En janvier 1976 sont lancés les appels d'offres de préqualification pour les équipements en lots séparés sur la base des normes nord-américaines, en particulier avec une technologie roue fer sur rail, excluant ainsi une technologie sur pneu similaire à celle proposée par les industriels français à Mexico et Santiago du Chili. Dix groupements furent préqualifiés pour fournir un système intégral à la suite du regroupement des lots matériel roulant, électrification traction, contrôle des trains et voies ferrées. Les cahiers des charges furent remis en août 1976 aux concurrents qui devaient remettre leurs offres en mars 1978. Quatre offres furent alors sélectionnées parmi les huit remises dont l'offre française proposée par Frameca, la moins-disante.

#### L'attribution au groupement français
C'est finalement le groupement français de 14 entreprises menées par Maurice Cancelonni, patron de la SGTE qui emporta en mai 1978 cette commande d'un milliard de francs, remportant l'appel d'offres de janvier 1976. La CIMT livrera le matériel roulant. Maurice Cancelonni, également président depuis 1973 de la Cerci, filiale de la Jeumont-Schneider spécialisée dans les systèmes automatisés en temps réel, pilote avec une double casquette ce projet global qui une "forte dimension applicative, Cerci ayant prévu le contrôle étroit des trains par la communication, avec "pilotage automatique et signalisation", via "un système informatique de gestion et de simulation, comprenant un ordinateur central situé au poste de commandes centralisées" et une liaison téléphonique automatisée. Ce système très automatisé a ouvert la voie au véhicule automatique léger (VAL), premier métro urbain intégralement automatique au monde, ouvert en 1983 pour le nouveau métro de Lille, issu des recherches combinées de l'Université Lille-I, de l'IDN et du brevet d'automatismes d’un système sans conducteur déposé le 31 juillet 1971 par le professeur Robert Gabillard, qui s'est exporté à Toulouse, Rennes, Turin, Uijeongbu, Taipei ou dans les aéroports de Paris ou Chicago. Une première navette automatique, révolutionnaire, avait entre-temps été installée en 1971 à l'aéroport international de Tampa (États-Unis). 
La négociation finale dura plusieurs mois et le contrat définitif fut signé en septembre 1978 pour la première étape de la ligne 1 (ProPatria - Chacaito) avec une première option pour la deuxième étape (Chacaito - Palo Verde) et une deuxième option pour la réalisation de la seconde ligne (Caricuao - Centro).
Par ailleurs les autorités vénézuéliennes confient le rôle d'ingénieur-conseil à la société Sofretu (aujourd'hui Systra), en remplacement du consultant nord-américain.

#### Création de la CA Metro de Caracas
Initialement bureau des projets et travaux du métro de Caracas avec José González Lander comme directeur, le bureau est rattaché en avril 1977 au ministère des Transports et des Communications et a finalement transformé en août de la même année en Compañía Anónima Metro de Caracas. José González-Lander en prend la direction, assurant ainsi une continuité qui durera plus de 30 ans depuis 1966.

### La construction du réseau

#### La construction de la ligne 1
Le creusement de tunnels de la ligne 1, d'orientation est - ouest, a commencé en août 1977.
La première étape de la première phase de la ligne entre Propatria et La Hoyada, huit stations, fut mise en service le 2 janvier 1983. Fin mars de la même année, la ligne fut prolongée jusqu'à Chacaíto ajoutant six stations. Cette première phase comprend 3,6 km à une voie (bitube), 1,6 km en aérien entre les stations Aqua Salud et El Silencio (Capitolio), 6,5 km en double voie (monotufe), soit au total 11,7 km. Le succès de la ligne est rapide et supérieur aux prévisions : en mars 1988, le métro transporte 500.000 passagers par jour de semaine.
Le contrat pour cette seconde phase a été également signé avec le consortium français en novembre 1981. Un retard dans la construction, ainsi que celui de la ligne 2, est imputable aux difficultés de financement qui provoquèrent un arrêt des travaux en 1983. Le gouvernement français et les banques ont décidé d'octroyer le financement des travaux de génie civil à la société du métro de Caracas, ce qui permet à Frameca de reprendre les travaux en 1985. Le gouvernement vénézuélien accepta également d'augmenter sa participation.
La seconde phase de la ligne 1 de Chacaito à Palo Verde, soit 9 km, est entièrement en tunnel monotude (deux voies). Elle fut mise en service en deux étapes : en avril 1988 de Chacaito à Los Dos Caminos, 4 km et 4 stations, et en novembre 1989 de Los Dos Caminos à Palo Verde, 5 km et 4 stations.
Les quais des stations de la ligne sont de longueur 185 mètres, permettant la constitution de trains de sept voitures d'une longueur de 149,5 mètres.
Cette ligne de 20,7 km comprend 18 km de tunnels.
Les contrats de sa rénovation, devenue urgente dans la première décennie du siècle ; firent émerger une affaire de corruption d'une société espagnole.

#### La construction de la ligne 2
Le contrat de la ligne 2 a été signé avec le même consortium en décembre 1981. En octobre 1987 la ligne 2 fut mise en service entre La Paz et ses deux terminus Las Adjuntas et Zoológico, soit 9 stations et 10,2 km et 14,2 km. Elle sera complétée en octobre 1988 avec le tronçon de 4,2 km La Paz - El Silencio, soit 4 stations. Elle est en correspondance avec la ligne 1 à El Silencio (Capitolio) grâce à un tunnel piétonnier de 115 mètres. Le succès de cette ligne fut également rapide avec 250 000 passagers par jour en décembre 1988. Sur les 18,6 km de cette ligne,, 9 km sont en souterrain.

#### La construction de la ligne 3, inachevée
En décembre 1990 sont signés, avec le consortium français Frameca, les contrats de construction et d'équipements de la ligne 3, d'orientation nord sud, d'un montant de 1,3 milliard de francs pour la première phase dont la moitié pour GEC Alsthom. La ligne qui devait être construite en trois phases : Plaza Venezuela - El Valle ; El Valle - La Rinconada et El Valle - San Jose. Terminée cette ligne en forme de Y totaliserait 17 km et aurait 16 stations. La branche El Valle - San Jose, section nord-ouest de la ligne vers le centre-ville, devait atteindre la station La Hoyada.
Le financement du projet fut assuré par la signature en mai 1991 d'un crédit de 1,3 milliard de francs entre les autorités vénézuéliennes et un groupe de banques françaises mené par Paribas pour la construction de la ligne. En raison d'une situation politique tendue, de deux tentatives de coup d'Etat en 1992 et d'élections régionales contestées en décembre, mais également à cause d'une baisse des recettes consécutive à une chute du prix du pétrole, le gouvernement aura du mal à rembourser le crédit. La construction du métro va prendre du retard,, et le programme sera réduit. Il faudra attendre douze ans pour la mise en service de la seconde phase ; la section El Valle - San Jose ne sera pas construite.
En décembre 1994 une première phase de la troisième ligne fut achevée. Cette section de 5 stations (en exploitation commerciale 4,4 km en souterrain) va de Plaza Venezuela à El Valle. A Plaza Venezuela les lignes 1 et 3 sont en correspondance grâce à un tunnel ce qui permet aux trains de la ligne 3 d'atteindre le garage -atelier de la ligne 1.
De nouvelles difficultés financières retarderont l'achèvement de la ligne. La Compagnie andine de développement soutiendra le projet. L'apport des banques françaises sera déterminant mais long à venir pour terminer la ligne 3 et financer la ligne 4. Malgré des annonces de mise en travaux, le contrat avec Frameca ne sera signé qu'en septembre 2002. L'entreprise brésilienne Odebrecht ne commencera les travaux de génie civil qu'en mai 2003. La ligne 3 ne sera prolongée qu'en octobre 2006 de El Valle à La Rinconada, champ de courses de chevaux de Caracas, sans station intermédiaire. Les stations Los Jardines, Coche, Mercado ne seront mises en service qu'en janvier 2010.

#### La construction des lignes 4 et 5
Le projet d'une ligne 4 est annoncé en 1997. Des appels d'offres pour le génie civil pour le tronçon Capuchino - Plaza Venezuela sont lancés fin 1997. En mai 1998, Frameca présente une offre technico-financière pour la partie système. Quatre groupements d'entreprises seront préqualifiés en novembre 1998. L'appel d'offres pour la partie système est attribué au consortium français en novembre 1998, les attributions de contrat génie civil sont en attente. L'arrivée au pouvoir en février 1999 du nouveau président Hugo Chávez suspend le projet,. A cela s'ajoute l'instabilité, qui deviendra récurrente, dans la direction de la société CAmetro. Il ne faut attendre toutefois que quelques mois avant qu'en octobre 1999 les contrats Frameca dont celui d'Alstom (électrification, signalisation et matériel roulant) soient confirmés. La mise en service de la ligne est alors prévue pour 2002.
La construction de la première phase de la ligne 4 a commencé en 2001 et a été achevée en juillet 2006. Cette ligne court parallèlement à la ligne 1 vers le sud et va de la station Zona Rental correspondance avec la ligne 1 (Pl. Venezuela) à la station Capuchinos correspondance avec la ligne 2. Elle soulage ainsi la ligne 1 dont la fréquentation commence à dépasser ses capacités.
Une courte prolongation de la ligne 4, désignée sous le terme de ligne 5, a été mise en service en novembre 2015 de Zona Rental à Bello Monte,. Cette ligne n'est qu'une simple navette entre deux stations.
À la suite du scandale de corruption Odebrecht au Venezuela et aux difficultés financières, les travaux semblent arrêtés.

## Le réseau aujourd'hui
Construit essentiellement en souterrain, le métro est l'un des grands ouvrages de travaux publics du pays. Le réseau bien conçu avec ses stations bien entretenues constituent un ensemble architectural remarquable dans une ville qui s'est par ailleurs considérablement dégradée durant la dernière décennie[Quand ?].

### Lignes
Le métro comporte cinq lignes en service commercial:

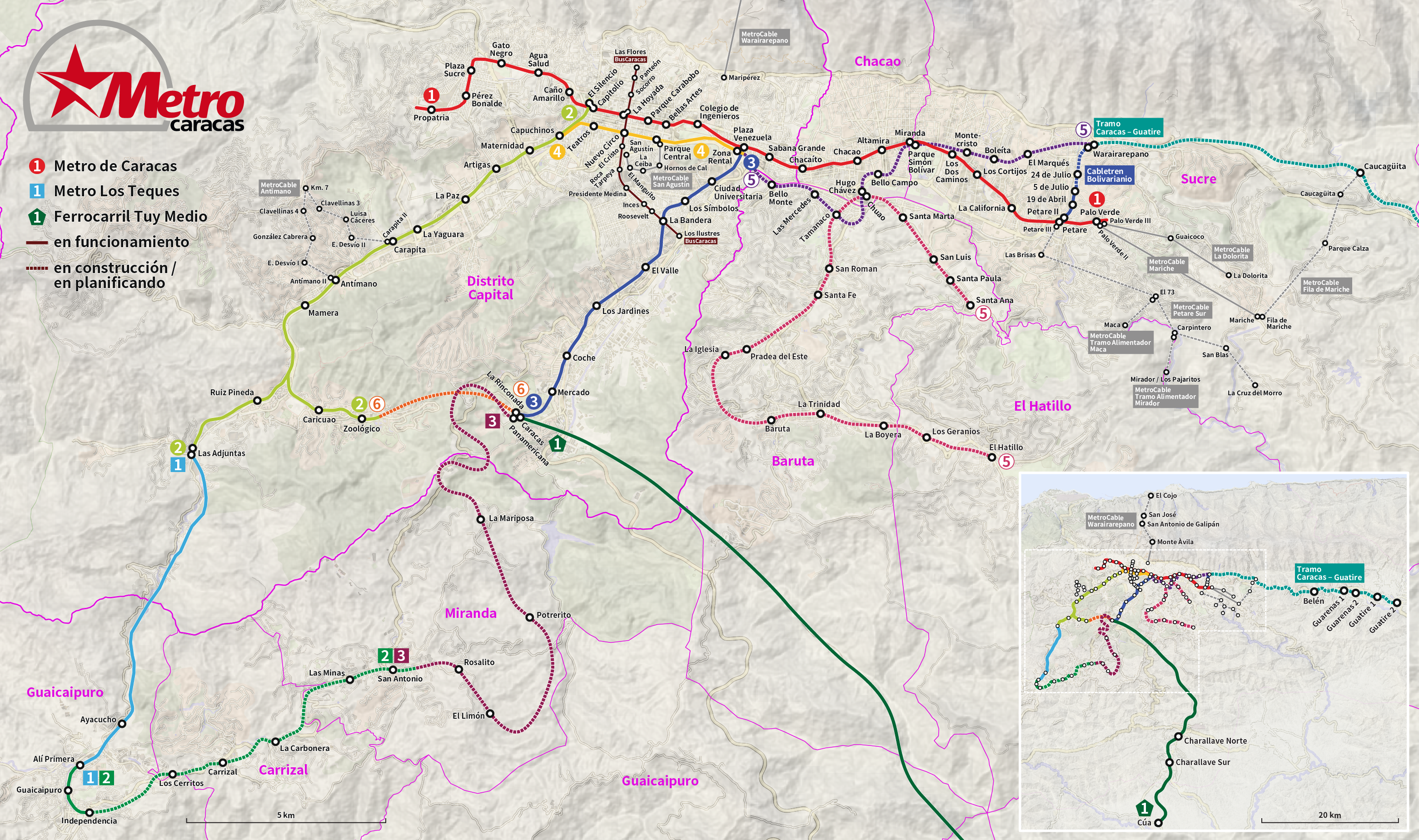
Plan du réseau du métro de Caracas avec les projets (novembre 2016).

| Ligne | Couleur | Trajet                                 | Ouverture | Longueur | Stations |
| ----- | ------- | -------------------------------------- | --------- | -------- | -------- |
| 1     | Rouge   | Propatria ↔ Palo Verde                 | 1983      | 20,7 km  | 22       |
| 2     | Vert    | El Silencio ↔ Zoológico / Las Adjuntas | 1987      | 18,4 km  | 13       |
| 3     | Bleu    | Plaza Venezuela ↔ La Rinconada         | 1994      | 10,4 km  | 9        |
| 4     | Jaune   | Capuchinos ↔ Zona Rental               | 2006      | 5,7 km   | 5        |
| 5     | Violet  | Zona Rental ↔ Bello Monte              | 2015      | 1.3 km   | 1        |

## Les équipements de la ligne

### Matériel roulant
Conçu sur la base d'un cahier des charges nord-américain, les véhicules du métro de Caracas ressemblent aux véhicules des métros de Washington et de San Francisco : aspect galbé, grande largeur du gabarit de 3,05 m, longueur de 21,6 m, mais sont de fabrication française Alstom-ANF.
| Matériel roulant en service métro de Caracas et ligne Los Teques |                      |                       |                  |             |              |         |                |                               |
| Génération                                                       | Modèle               | Année de construction | Nombre de trains | Composition | Constructeur | Pays    | Ligne initiale | Ligne actuelle                |
| Première                                                         | Serie 1              | 1981-1983             | 35               | 7 voitures  | Alstom       | France  | ligne 1        | lignes 2 et 4                 |
| Première                                                         | Serie 2              | 1984-1986             | 20               | 7 voitures  | Alstom       | France  | ligne 2        | lignes 2 et 4                 |
| Deuxième                                                         | Serie 3              | 1993-1997             | 18               | 6 voitures  | Alstom       | France  | ligne 3        | lignes 2, 3 et 4              |
| Troisième                                                        | Serie 4              | 2003-2004             | 7                | 7 voitures  | Alstom       | France  | lignes 2 et 4  | lignes 2 et 4                 |
| Troisième                                                        | Serie 8              | 2005-2006             | 6                | 4 voitures  | Alstom       | France  | Los Teques     | lignes 2, 3 et 4              |
| Troisième                                                        | Serie 5              | 2006-2007             | 8                | 6 voitures  | Alstom       | France  | ligne 3        | ligne 3                       |
| Quatrième                                                        | Serie 6              | 2011-2013             | 48               | 7 voitures  | CAF          | Espagne | ligne 1        | ligne 1                       |
| Cinquième                                                        | Serie 9 (Metrópolis) | 2015-2017             | 23               | 6 voitures  | Alstom       | France  | Los Teques     | Los Teques / lignes 2, 3 et 4 |

Les véhicules peuvent être assemblés en rames de 5 à 7 véhicules selon les besoins.
Le matériel roulant initial de la ligne 1 fut composé de 242 voitures, toutes motrices, avec des caisses en alliage d'aluminium. Le système d'alimentation électrique comporte des hacheurs permettant le freinage électrique avec récupération d'énergie. Les voitures sont équipées d'un système de climatisation par air réfrigérée.
Un premier lot de 140 voitures fut livré pour la première phase de la ligne 1 (1983) et un second lot de 102 voitures pour la seconde phase (1988) sur la base d'une option de contrat signée en décembre 1981.
Un contrat pour la fabrication de 136 voitures fut signé en novembre 1981 pour la ligne 2. Les véhicules furent livrés en 1984.
Ces 378 voitures (54 trains de sept véhicules) bénéficièrent d'une rénovation par Alstom avec un premier contrat en octobre 1997, mais cette rénovation sera progressive.
Le contrat de la ligne 3 avec Alsthom fin 1990 prévoyait la fabrication de 78 véhicules (dont 34 véhicules équipés d'automatismes de conduite) pour la ligne 3, avec une option de 72 autres véhicules qui sera levée par la suite. Ensuite 34 véhicules seront livrés dont 28 véhicules pour les lignes 1 et 2 en 1997-1998 permettront aux trois premières lignes de métro de disposer d'un parc de matériel roulant de 562 voitures. Quatre trains de 7 voitures furent commandés en janvier 1996.
Le garage-atelier de la ligne 1, pour le stockage des véhicules et les ateliers d'entretien du matériel roulant, de conception moderne, se situe en amont de la station Propatria. Le garage-atelier de la ligne 2, se situe vers la station Las Adjuntas.
En 2010, sur la ligne 1 circulent 33 trains de 7 voitures max, sur la ligne 2 circulent 14 trains de 6 voitures max et sur la ligne 3 des trains de 6 voitures.
Le contrat de 1999 avec Alstom pour la ligne 4 incluait la livraison de 44 voitures (7 trains de six - sept voitures).
Dans le cadre du plan de réhabilitation et de modernisation de la ligne 1 du métro de Caracas, qui comprend la rénovation totale du chemin de fer, la société publique du métro acquiert 48 nouveaux trains en décembre 2010 auprès de CAF, augmentant la capacité de 30%. Les trains de quatrième, 336 véhicules de plus grande capacité, permettent la circulation entre les voitures, de nouvelles dispositions de sièges, des portes plus larges et une fréquence de 85 secondes. Leur livraison sera effective en 2011-2013.

#### Signalisation et automatismes des trains
Grâce aux automatismes de conduite (PA135) de la société Interelec (Matra Transport), l'intervalle entre trains est réduit à 90 secondes en toute sécurité. Ces automatismes de pilotage équipent la totalité des lignes du métro de Caracas.

### Energie de traction
La transformation de l'énergie électrique reçue en 30 kV - 60 Hz en énergie de traction courant continu transmise au rail de traction est assurée par des sous-stations électriques. La ligne 1 comporte deux sous-stations de ce type, 14 postes de redressement, ainsi que des feeders 30kV.

## Exploitation et fréquentation

### Fréquentation
Le métro de Caracas atteint en octobre 1989, le chiffre de 900 millions de passagers transportés depuis le début de sa mise en service. En 1990, la ligne 1, équipée de 26 rames de 7 voitures, assure un trafic de 800 000 voyageurs par jour et la ligne 2 transporte 150 000 passagers par jour.
En 2001, le métro a transporté 290 millions de passagers.
En 2005, la ligne 1 ("Propatria-Palo Verde", 20 km, 22 stations, 242 voitures), axe dorsal de la ville d´est en ouest, est la plus importante quant au trafic avec 800 000 voyageurs par jour. La ligne 2 ("Las Adjuntas/Zoológico-El Silencio", 18 km, 13 stations, 136 voitures), qui dessert l´axe nord-sud, est la moins fréquentée avec 100 000 passagers par jour. La ligne 3 ("Plaza Venezuela-El Valle", 4,5 km, 5 stations, 130 voitures), transporte deux fois plus de passagers quotidiennement (240 000) sur une distance quatre fois moindre que la ligne 2.
En 2014, les quatre lignes transportèrent 495 millions de passagers.

### Tarification
Les tarifs sont :pour un billet simple : 4 Bs. ; Aller-simple intégré : 6 Bs.; Aller retour : 8 Bs. ; Aller-retour intégré : 12 Bs. ; MultiAbono : 36 Bs. ; MultiAbono intégré : 54 Bs. ; MetroCarte (20, 30, ou 40 voyages) : 78 Bs, 108 Bs ou 144 Bs. ; MetroCarte intégré (20, 30, ou 40 voyages) : 108 Bs, 162 Bs ou 216 Bs.

### Accidents et incidents
Le 30 juillet 2007, premier accident : la collision de deux rames de métro à la station Plaza Sucre fait un mort et 11 blessés. La cause de la collision est une défaillance du système de freins d'une des rames, ainsi qu'une défaillance du système de détection de la vitesse.
Le métro est victime des coupures de courant régulières dans la capitale vénézuélienne,.

## Les réseaux complémentaires au métro

### Ligne de banlieue vers Los Teques
Complémentaire au réseau du métro, la ligne vers Los Teques, 11,2 km et 5 stations, mise en chantier en 2001, fut mise en service en 2006.

### Navettes urbaines à Caracas
Complémentaire du réseau de métro, Caracas dispose d'un Metrocable, un téléphérique relié au métro. Il a ouvert le 20 janvier 2010 et va de la station de métro Parque Central vers le sud (1,7 km), avec cinq arrêts. Une deuxième route de Palo Verde (correspondance avec la ligne 1) à Mariche (4,8 km) a été mise en service le 10 décembre 2012.
Dans la banlieue est, le Cabletren, navette automatique Cable Liner avec des composants électroniques Siemens, opère sur un premier tronçon depuis le 14 août 2013. Cette navette de personnes par câble de 2,4 km comprend cinq arrêts dont Petare, correspondance avec la ligne 1.

## Projets d'expansion

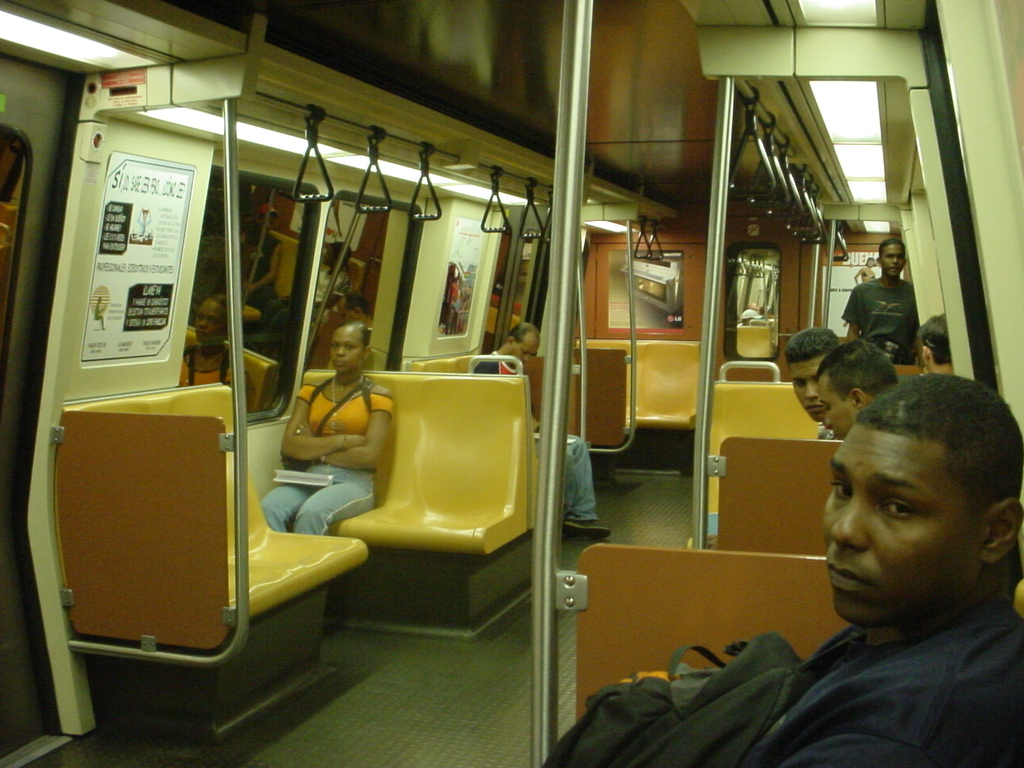
Intérieur d'une rame

La deuxième phase de la ligne 5 serait en cours : ce prolongement ira vers l'est à partir de la station Bello Monte jusqu'à Miranda (anciennement Parque del Este), soit 4 stations de plus. Au total cette ligne atteindrait 15 km avec 10 stations.
Un plan à long terme préconise la construction d'une autre nouvelle ligne : la ligne 6 (17 km) qui suivrait la ligne 1 vers le Nord.
Après celui de Los Teques, le métro de Guarenas sera une autre ligne de banlieue partant de la station de métro Miranda et allant vers l'est jusqu'à Guarenas et Guatire (environ 40 km). Sur le tronçon de 7,2 km à Caracas, un service de type métro serait fourni. Quatre stations seront situées à Guarenas et Guatire, et deux pourraient être ajoutées ultérieurement. Environ 50% de l'ensemble du tracé sera souterrain dans des tunnels principalement forés.
La construction d'une ligne de banlieue entre Caracas et les villes de Charallave et Cúa dans l'État de Miranda, situées environ 40 km au sud de Caracas, par les chemins de fer vénézuéliens (IAFE). est pratiquement achevée. Le terminus de cette ligne à Caracas sera en correspondance avec la station La Rinconada's sur la ligne 3.